# Gymkhana

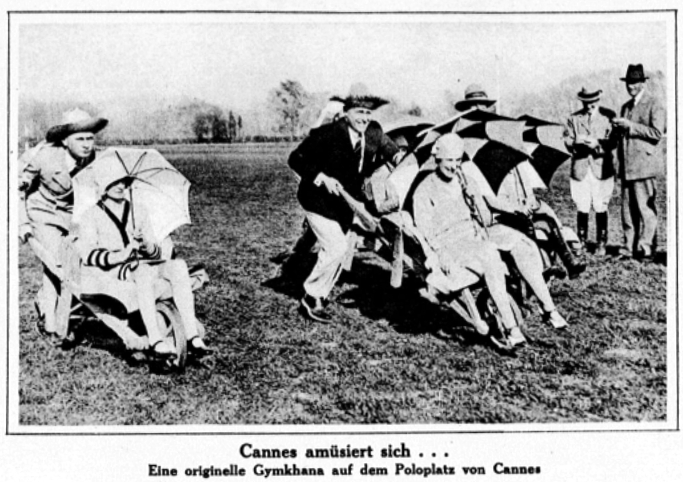
Eine entsprechende Veranstaltung in Cannes auf dem Poloplatz anno 1929

Gymkhana  [dʒɪmˈkænə  , -ˈkanə]  ist im deutschen Sprachraum ein Geschicklichkeitsturnier in einem Parcours, das in möglichst kurzer Zeit zu absolvieren ist. 

## Wortherkunft
Der Ausdruck stammt aus dem indischen Sprachraum: Hindi गेंदख़ाना (gendkhāna) bzw. Urdu گیندخانا (gendkhāna) steht hier für „Ballspielplatz“, wobei die erste Silbe (für das Wort „Ball“) vom griechischen gymnasium über das Englische kam.

## Motorsport
Gymkhana war besonders in den Anfängen des Motorsports populär, und wurde wahrscheinlich aus dem Reitsport übernommen. Ab den 1980er Jahren wurden im Driftsport Gymkhana-Elemente integriert. Geschicklichkeitsturniere gewannen wieder zunehmend an Popularität, vor allem in Japan, Großbritannien und den USA, und der Begriff wurde wieder geläufiger.

### Ablauf
Die Fahrer müssen in möglichst kurzer Zeit einen beispielsweise mit Pylonen, Reifenstapeln oder Strohballen abgesteckten Parcours abfahren, wozu sie vor allem Drifttechniken anwenden. Gymkhana wird in zwei Läufen ausgetragen; die Durchfahrt mit der schnellsten Zeit wird gewertet. Für jedes berührte Hindernis wird eine Zeitstrafe vergeben. Wagen und Fahrer sind in verschiedene Leistungsklassen unterteilt.

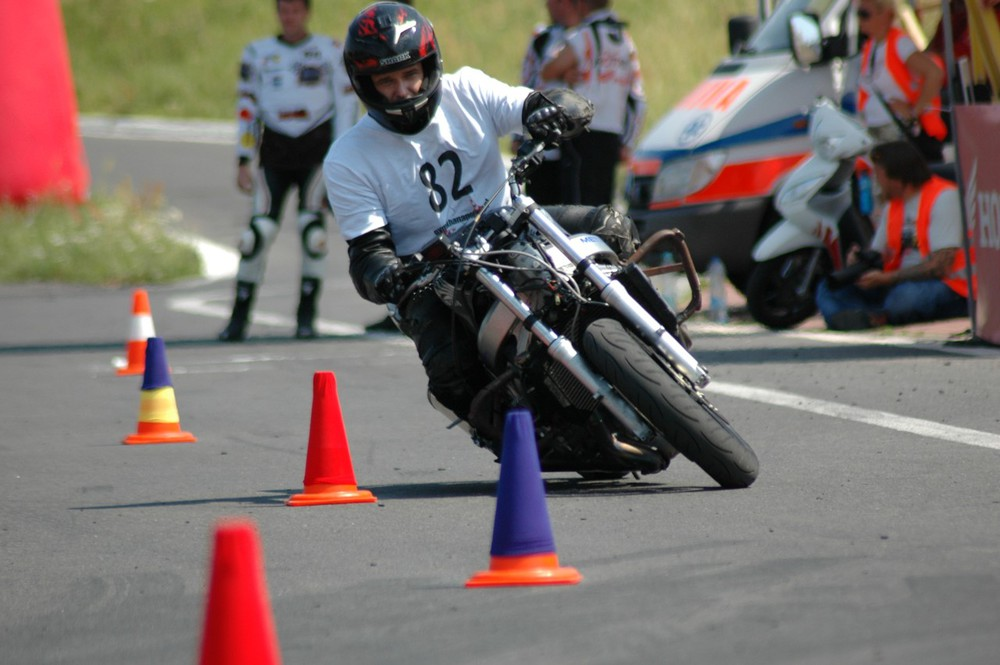
Ein Biker auf dem Parcours

### Parcours
Ein Parcours besteht zum Beispiel aus 10 verschiedenen Hindernissen, wobei die Aufgabe 7 „Rechtecktreff“ meist als letztes Hindernis aufgebaut ist. Die Reihenfolge der Aufgaben ist nicht festgelegt.
- Aufgabe 1: Tordurchfahrt vorwärts (2 Pfosten)
- Aufgabe 1a: Tordurchfahrt rückwärts (2 Pfosten)
- Aufgabe 2: Tordurchfahrt rückwärts (4 Pfosten)
- Aufgabe 2a: Tordurchfahrt vorwärts (4 Pfosten)
- Aufgabe 3: Halten vor Gatter vorwärts
- Aufgabe 4: Halten vor Gatter rückwärts
- Aufgabe 5: Parklücke rechts
- Aufgabe 6: Parklücke links
- Aufgabe 7: Rechtecktreff
- Aufgabe 8: Wenden doppelt
- Aufgabe 9: Kreisel doppelt
- Aufgabe 10: Brettbalance
- Aufgabe 11: Spurgasse vorwärts rechts
- Aufgabe 12: Spurgasse rückwärts links
- Aufgabe 13: Fahrgasse rückwärts und vorwärts
- Aufgabe 14: Parkbucht rückwärts
- Aufgabe 14a: Parkbucht vorwärts

Das Einhalten der Parcoursskizze ist verbindlich, jede Abweichung wird mit zwei Strafpunkten gewertet. Die Berührung eines Hindernisses oder einer Markierung wird mit zwei Punkten bestraft.

## Pferdesport

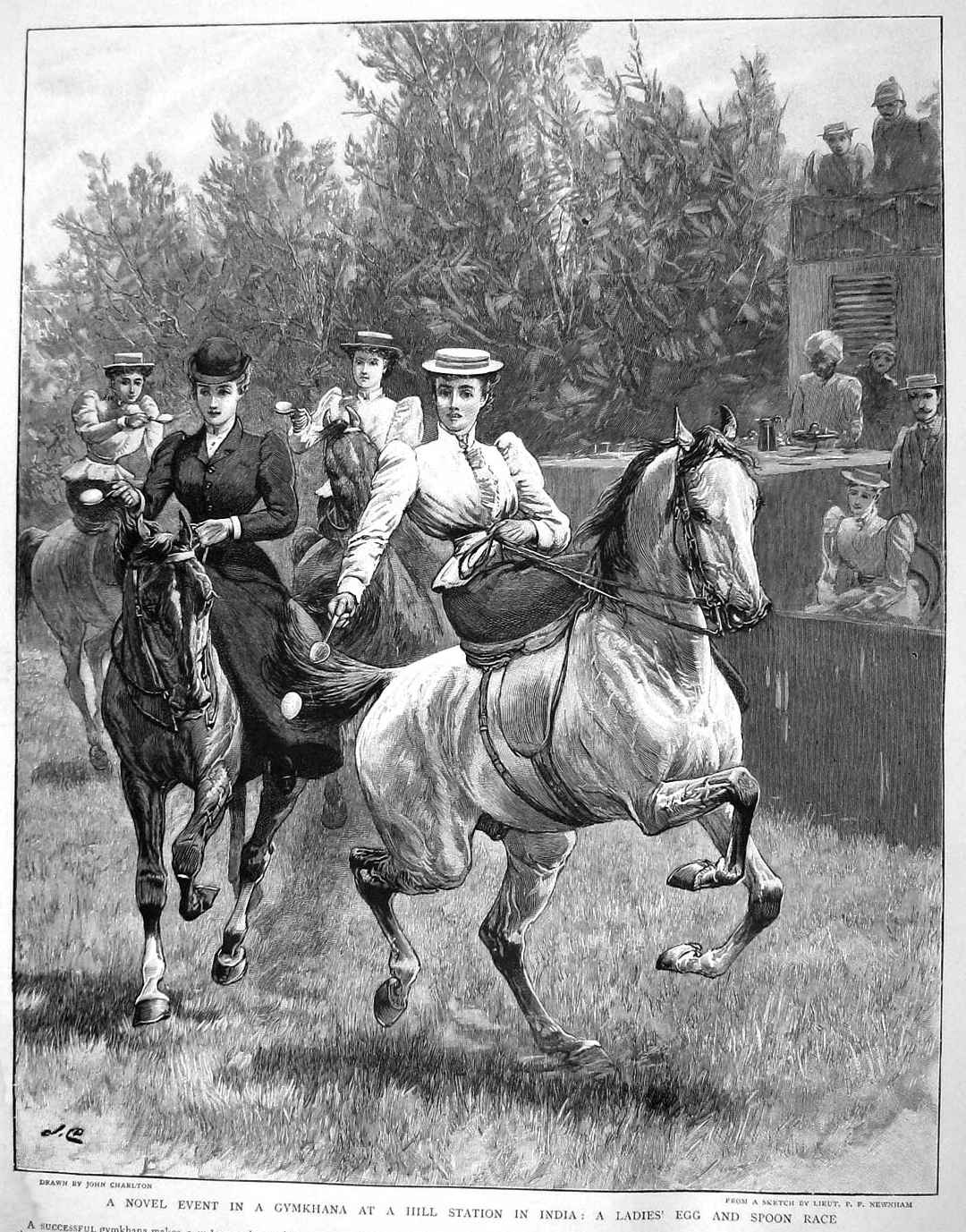
Eierrennen-Gymkhana, 1895

Gymkhana ist eine Bezeichnung für Reitspiele in der englischsprachigen Welt, bei denen es um Geschicklichkeit und Schnelligkeit geht. Dabei steht häufig die Beteiligung der Kinder im Vordergrund und sie können von einem Pony Club oder einem 4-H-Club organisiert werden. Im Westen der Vereinigten Staaten wird Gymkhana auch „O-Mok-See“-Wettbewerb genannt, ein Begriff, der von einem Begriff der amerikanischen Ureinwohner abgeleitet ist und  „Spiele zu Pferd“ bedeutet.
In der Schweiz wird der Begriff Gymkhana für Geschicklichkeitsprüfungen im Breitensport verwendet. Der Parcours ist zwischen 150 m und 300 m lang und besteht aus acht bis 15 Hindernissen mit reiterlichen und manuellen Geschicklichkeitsaufgaben. Die Aufgaben sind sehr vielgestaltig. Es kann unter aderem  Absitzen oder Elemente aus dem traditionellen Reitsport enthalten, darunter höchstens zwei Springhindernisse, die nicht höher als 40 cm sein dürfen, Elemente aus Gelassenheitsprüfungen, Trail-Element oder solche, die Mounted-Games-Spielen ähneln. Im Gegensatz zu dem Teamsport Mounted Games für Ponyreiter (max. 152 cm) sind beim Gymkhana neben Ponys auch Pferde, Maultiere und Esel zugelassen sowie Reiter aller Altersklassen. Es gibt auch eine Führzügelklasse für Kinder ab 4 Jahren.